# فردریک لوبین
فردریک لوبین (متولد ۲۳ اوت ۲۰۰۴) راننده مسابقه‌ای بریتانیایی با تبار آمریکایی و ژاپنی است که در مسابقات جهانی استقامتی  و برای تیم یونایتد اتواسپورت رانندگی می‌کرد. 

## نتایج کلی مسابقات

### نتایج کامل مسابقه ۲۴ ساعته لمانز
| سال  | تیم               | هم تیمی                 | خودرو           | کلاس    | تعداد دور | رده. | رده در کلاس. |
| ---- | ----------------- | ----------------------- | --------------- | ------- | --------- | ---- | ------------ |
| ۲۰۲۳ | یونایتد اتواسپورت | فیلیپه آلبوکرک فیل هنسن | اورکا ۰۷-گیبسون | ال‌ام‌پی۲ | ۳۲۱       | ۲۱ام | ۱۱ام         |